# Sclerolaena birchii
Sclerolaena birchii är en amarantväxtart som först beskrevs av Ferdinand von Mueller, och fick sitt nu gällande namn av Karel Domin. Sclerolaena birchii ingår i släktet Sclerolaena och familjen amarantväxter. Inga underarter finns listade i Catalogue of Life.

## Bildgalleri

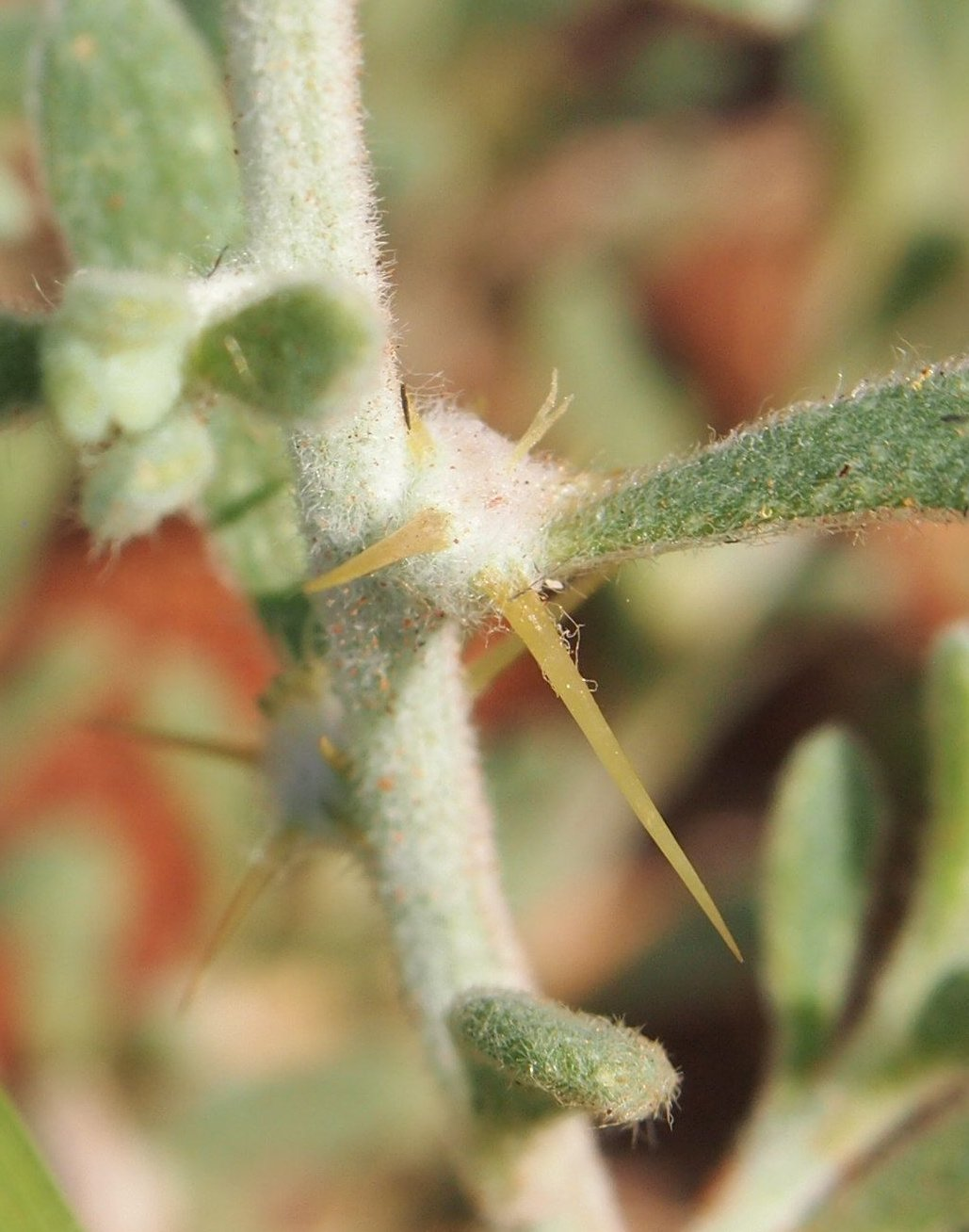
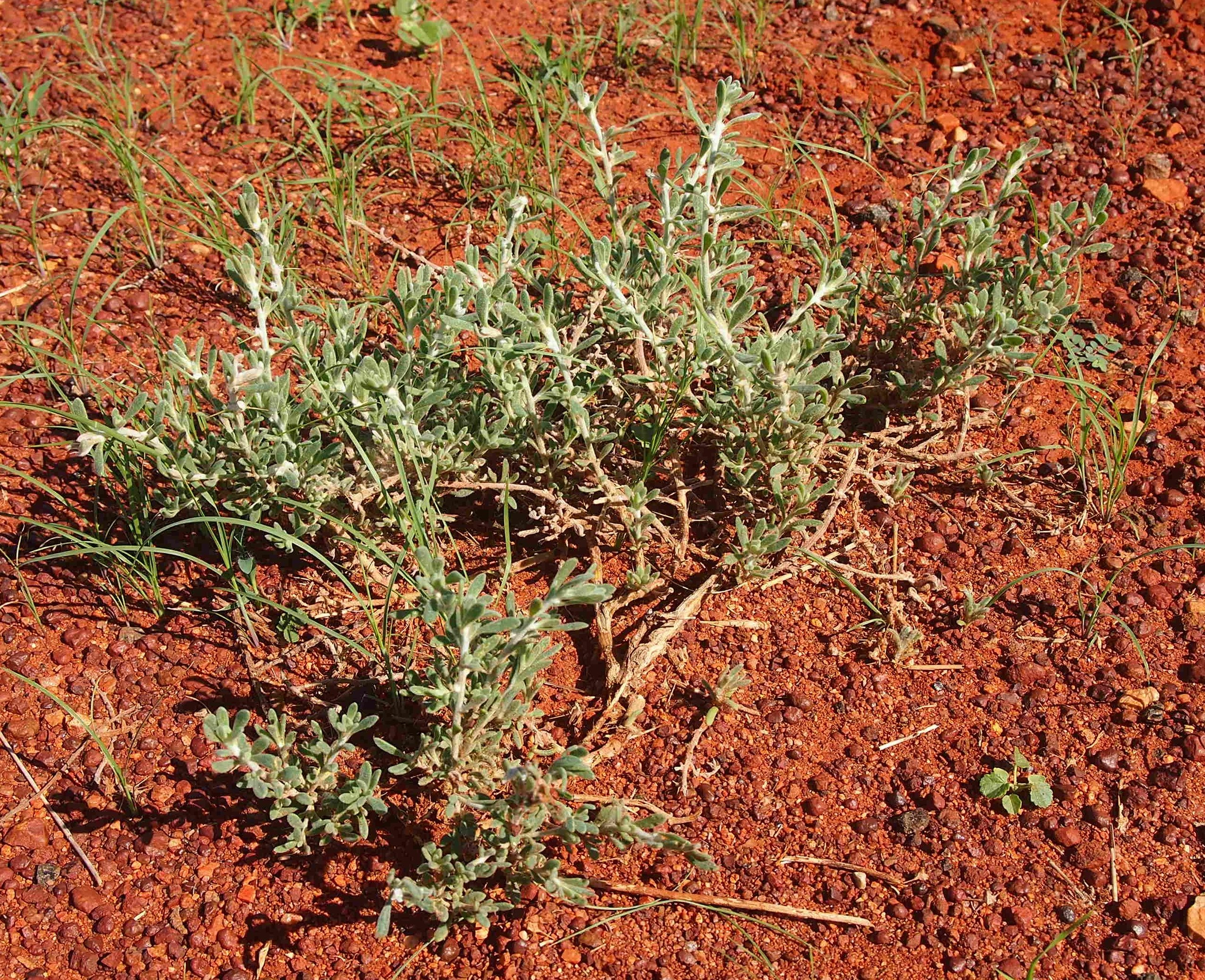